# Apristurus manis
Apristurus manis är en hajart som först beskrevs av Springer 1979.  Apristurus manis ingår i släktet Apristurus och familjen rödhajar. IUCN kategoriserar arten globalt som livskraftig. Inga underarter finns listade i Catalogue of Life.

## Bildgalleri

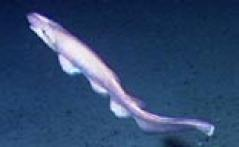
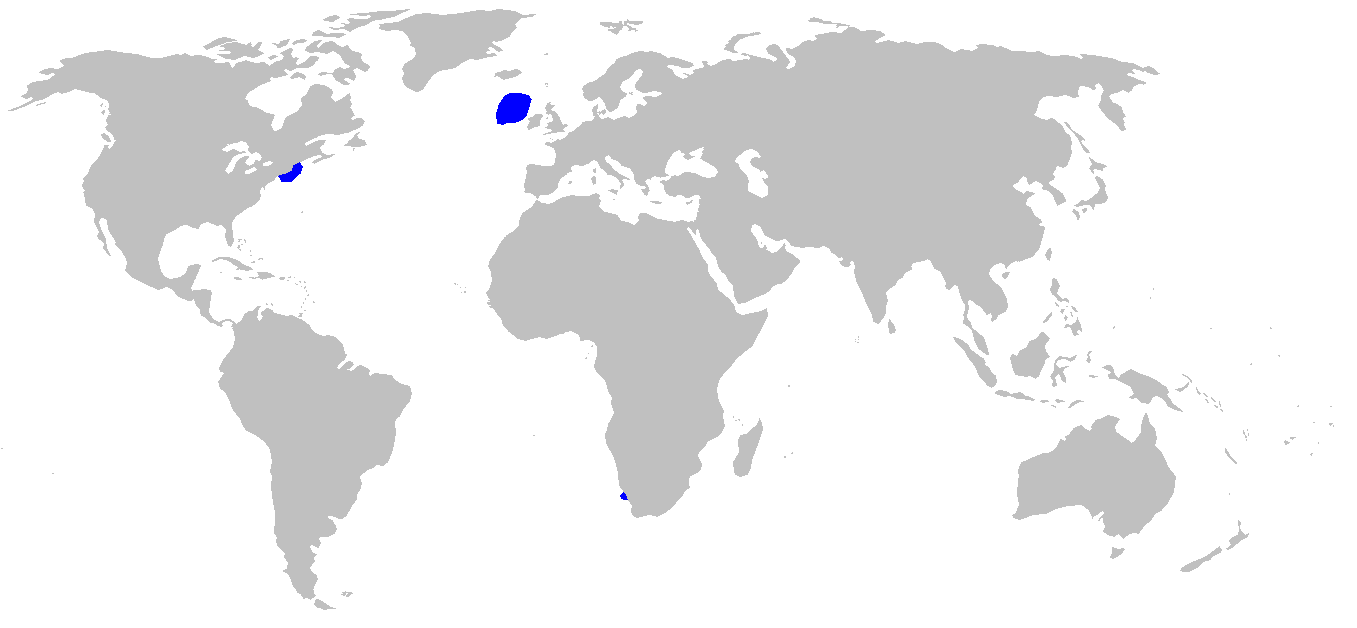